# Sur les épaules de Darwin
Sur les épaules de Darwin est une émission de radio hebdomadaire de Jean Claude Ameisen, diffusée le samedi de septembre 2010 au 25 juin 2022 sur France Inter. Les sujets abordés sont assez éclectiques, de l'œuvre de Charles Darwin à l'évocation des travaux scientifiques les plus récents, mis en résonance avec la littérature, la philosophie, l'éthique, la poésie ou l'art.
Sur les épaules de Darwin est également le titre de trois livres successifs de Jean Claude Ameisen, avec pour sous-titres Les battements du temps, Je t'offrirai des spectacles admirables et Retrouver l'aube.
Depuis mi-mars 2020, aucune nouvelle émission n'a été diffusée, uniquement des rediffusions, sans que la raison en soit donnée. L'émission disparait de la grille de France Inter le 25 juin 2022.

## Présentation de l'émission
Jean Claude Ameisen est l'auteur de cette émission de radio sur France Inter diffusée le samedi.
Les sujets abordés sont assez éclectiques, de l'œuvre de Charles Darwin à l'évocation des travaux scientifiques les plus récents, mis en résonance avec la littérature, la philosophie, l'éthique, la poésie, l'art. L'émission est réalisée par Christophe Imbert, la programmation des chansons est effectuée par Thierry Dupin et Jean-Baptiste Audibert.
Le titre de l'émission fait référence à l'image des nains sur des épaules de géants, une métaphore attribuée à Bernard de Chartres au XIIe siècle, qui montre l'importance de s'appuyer sur les grandes œuvres du passé. D'ailleurs, l'émission commence à chaque fois par « Sur les épaules de Darwin, sur les épaules des géants ».
Le morceau de musique instrumental qui sert de générique à l'émission est Neckbrace de Ratatat (Album : LP4).

## Liste des épisodes de l'émission
D'après le site officiel de France Inter :

## Audience
D'après Médiamétrie, sur la période de janvier à mars 2019, l'émission Sur les épaules de Darwin fait de France Inter la première de toutes les radios en audience cumulée sur la tranche horaire de l'époque (11h à 12h) le samedi, l'émission étant écoutée par 1 529 000 auditeurs.

## Distinction
Le 4 septembre 2013, le Grand Prix des Médias 2013 de CB News a décerné à cette émission le Prix de la meilleure émission de radio.